# Fundamentalna analiza
Fundamentalna analiza (engl. fundamental analysis) predstavlja matematičko-statističku metodu pomoću koje se analiziraju financijska izvješća poduzeća, promatra poslovanje tijekom posljednjih nekoliko kvartala, izvode fundamentalni pokazatelji i nad njima se provodi nekoliko tipova analiza, dok se njeno provođenje vrši u svrhu određivanja vrijednosti dionice.
Analitičari koji provode tehnike fundamentalne analize proučavaju sve podatke koji mogu biti od utjecaja na vrijednost dionice što uključuje makroekonomske faktore, poput poslovanja cijelog tržišta ili sektora kojem dionica pripada i individualne specifične faktore kao što su trenutni financijski uvjeti i menadžment poduzeća. 
Krajnji cilj izvođenja fundamentalne analize je izvođenje neke vrijednosti koju investitori mogu usporediti s trenutnom cijenom dionice s ciljem utvrđivanja trenutačne pozicije vrijednosnice (dionice) i signala koje njeni fundamenti daju (kupovni/prodajni), te da li je sukladno tome ona precijenjena ili podcijenjena. 